# Nikolaiviertel

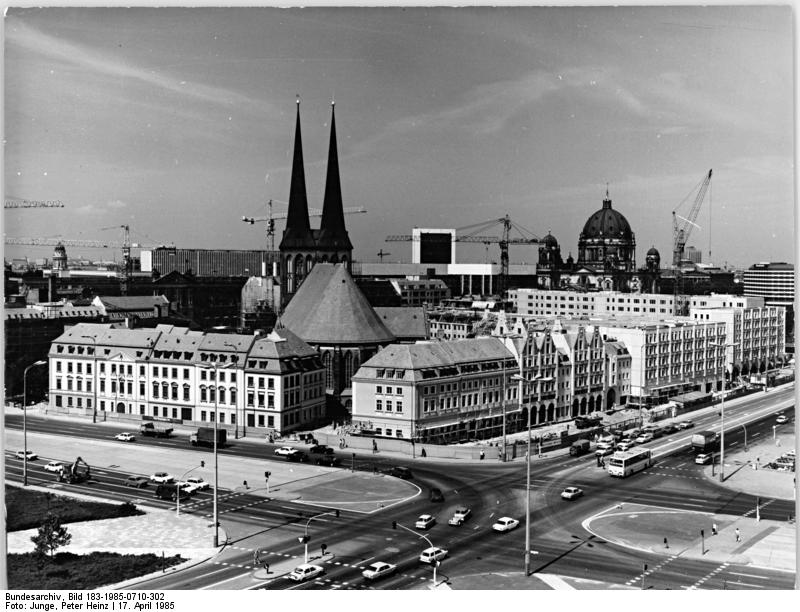
Obnovené domy v roce 1985.

Nikolaiviertel je označení bloku domů, který se nachází v centrální části německé metropole Berlín, v blízkosti Ostrova muzeí. Ze západní strany jej vymezuje řeka Spréva, ze severní ulice Rathausstraße, z východní Spandauer Straße a z jižní Molkenmarkt. Svůj název má podle kostela sv. Mikuláše, který se nachází v jeho centrální části. Čtvrť byla zničena během druhé světové války a obnovena až v závěru 80. let 20. století.

## Historie
Nikolaiviertel je místem, kde existovaly nejstarší osady v dějinách Berlína (Starý Berlín a Cölln). Nacházel se zde brod přes řeku Sprévu. Kostel sv. Mikuláše zde vznikl původně jako pozdně románská bazilika v první polovině 13. století. Až do druhé světové války se v jeho okolí zachovala síť úzkých středověkých ulic a historických domů. Ty byly těžce poškozeny a do značné míry zničeny během bojů o Berlín v roce 1945.
Nacistický režim před vypuknutím války připravoval velkolepou přestavbu Nikolaiviertelu, předně měly být odstraněny staré budovy a úzké ulice. Celá čtvrť měla získat rozsáhlé městské forum.
Vzhledem k omezeným finanční prostředkům, které mělo Východní Německo na obnovu kulturních památek k dispozici, zůstala čtvrť několik desítek let ležet ladem. Až teprve v polovině 80. let bylo možné obnovit jak původní kostel, tak i okolní zástavbu. Stavební práce probíhaly mezi lety 1983 až 1987. Na obnově se podíleli architekti Günter Stahn, Rolf Ricken, Heinz Mehlan a další. Mezi obnovené stavby patřil např. Eprahim Palais, jehož pozůstatky byly převezeny ze západního Berlína na východ v roce 1982, aby tím Západ podpořil snahu o obnovu čtvrti. V případě ostatních staveb nevznikly repliky historických domů. Poškozené stavby byly zrekonstruovány a doplněny panelovými domy do podoby původních městských bloků. Historickou podobu měla navodit podloubí s restauracemi a barevné členění panelových fasád.
Od roku 2018 je celá oblast památkově chráněnou zónou.